# Attagenus robustior
Attagenus robustior is een keversoort uit de familie spektorren (Dermestidae). De wetenschappelijke naam van de soort werd in 1951 gepubliceerd door Maurice Pic.